# Planetarij
Planetarij (prema planeti) je mehaničko-optički prikaz neba i gibanja nebeskih tijela. Mehanički uređaj se naziva orerij.
Planetarij je ujedno i obrazovna ustanova za poduku iz astronomije te njezinu popularizaciju, u kojoj se simuliraju pojave na nebeskom svodu s pomoću projekcije na kupolasti svod. U središtu kružne dvorane smještena je mehaničko-optička naprava, planetarij u užem smislu, koja prikazuje zvjezdano nebo, njegovo prividno gibanje, gibanje planeta i drugih tijela Sunčeva sustava među zvijezdama, pomrčine, a također i kružnice sfernih koordinatnih sustava za određivanje položaja na nebu. Zeissov planetarij djeluje u Tehničkome muzeju u Zagrebu od 1965. Noviji planetariji upotrebljavaju i širokokutni filmski prikaz. Izvorno je planetarij naziv za mehaničku napravu u kojoj se relativnim brzinama gibaju modeli planeta i njihovih satelita. Astronomski centar Rijeka je izgradio novi planetarij, jedinstvenom u Hrvatskoj, u kojem ležeći u naslonjačima možemo promatrati nebo iznad glave i pritom otkrivati tajne astronomije i svijeta koji nas okružuje u beskonačnim svemirskim prostranstvima. Ova turistička atrakcija dio je Astronomskog centra smještenog u nekadašnjoj vojnoj utvrdi na brdu sv. Križ, za posjetitelje svih uzrasta. Splitski Pomorski fakultet za 60. rođendan 2019. dobio planetarij koji će služiti obrazovanju studenata za predmet Astronomska navigacija, ali će biti otvoren i za učenike srednjih i osnovnih škola.

## Slike
|                                                              |                     |                                          |
| Umjetnički prikaz zviježđa za vrijeme prikaza u plenetariju. | Planetarij u Ateni. | Planetarij u mjestu Sandnes u Norveškoj. |

## Vanjske poveznice
- WPD (Worldwide Planetariums Database)